# WinAudit
WinAudit是一隻免費的軟體，用來檢查一部電腦的硬體裝備及所安裝的軟體，很適合用來作電腦的審計用途。
WinAudit有兩個版本：一個是讓西方人使用的單字節版本，和支援Unicode字符的Unicode版本。

## 外部連結
- WinAudit下載網站 （页面存档备份，存于）